# Рузский, Дмитрий Павлович
Дмитрий Павлович Рузский (1869—1937) — российский ученый-механик и педагог; специалист в области прикладной механики; профессор Киевского политехнического института, Петроградского института путей сообщения, Петроградского политехнического института (с ноября 1919 года по август 1921 года — ректор), Загребского университета; действительный статский советник.

## Биография
Дмитрий Рузский родился 18(30) января 1869 года в Ветлуге в семье мелкого чиновника Павла Виттовича Рузского, который дослужился до чина действительного статского советника, дававшего право на потомственное дворянство; мать — Александра Христофоровна (в девичестве — Пономарёва). Имел братьев Николая (1865—1927), Александра (1867—1936) и Михаила (1870 — ?). Троюродные братья: генерал Н. В. Рузский, сыгравший заметную роль в событиях предшествовавших отречению императора Николая II от престола и зоолог М. Д. Рузский.
Среднее образование получил в гимназии Нижнего Новгорода. Затем продолжил обучение на математических факультетах в Императорском университете Святого Владимира и Императорского Московского университета, после чего занимался на механическом отделении в Императорском Московском техническом училище (ныне Московский государственный технический университет имени Н. Э. Баумана).
В 1898 году Д. П. Рузский был командирован Киевским политехническим институтом за границу для подготовки к профессорскому званию и осенью следующего года приступил к чтению лекций по прикладной механике.
В 1901 году за диссертацию «Теория гребных винтов» удостоен степени адъюнкта прикладной механики и назначен экстраординарным профессором, а в 1903 году ординарным профессором по той же кафедре. В течение двух лет (с 1904 по 1905 год) исполнял обязанности декана инженерно-строительного отделения.

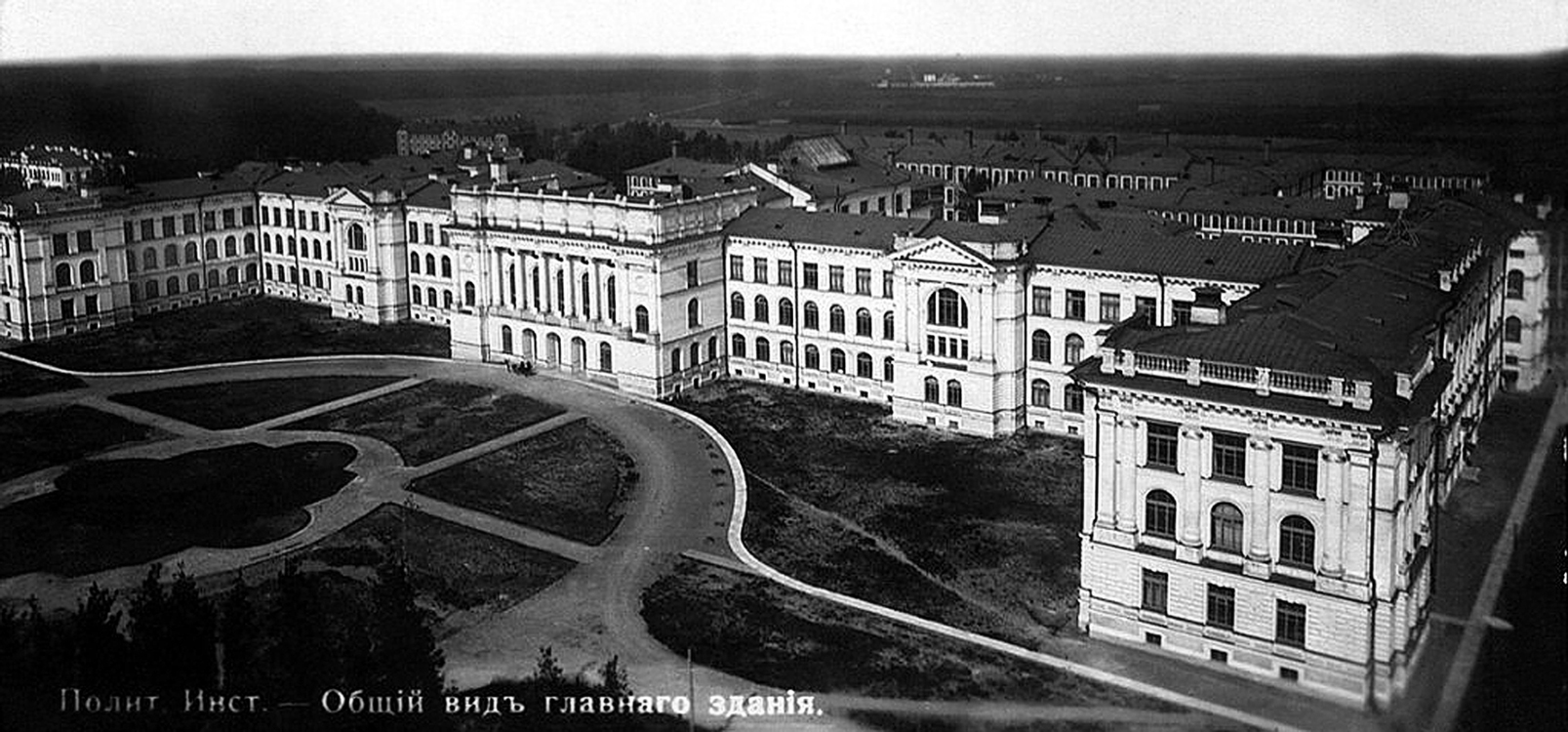
Петроградский политехнический институт (~ 1902 год)

Состоял членом Политехнического общества объединявшего выпускников ИМТУ. В 1904 году Рузский опубликовал в «Бюллетене Политехнического общества» труд под заглавием: «К вопросу о приспособляемости центробежных насосов».
В январе 1916 года Рузский был избран товарищем (заместителем) председателя Императорского Русского технического общества.
С ноября 1919 года по август 1921 года Д. П. Рузский занимал должность ректора Петроградского политехнического института (ныне Санкт-Петербургский политехнический университет Петра Великого). Либеральные взгляды противопоставляли его как самодержавию, так и советской власти и поэтому летом 1924 года он со всей семьей уехал в Чехословакию мотивируя это необходимость лечения в Карловых Варах. На родину учёный уже не вернулся; всю оставшуюся жизнь прожил в Югославии в должности профессора Загребского университета.
Дмитрий Павлович Рузский скончался в 1937 году в Загребе.
Был женат на Ольге Петровне (урождённой — Сакович) от которой имел троих детей Татьяну, Ирину и Николая.